# 伊藤健太郎 (声優)
伊藤 健太郎（いとう けんたろう、1974年1月3日 - ）は、日本の声優、舞台俳優。東京都八王子市出身。マウスプロモーション所属、劇団K-Show主宰。

## 来歴
小学校時代は野球、中学時代からはテニスと、高校時代までは芝居とは縁がなく、舞台はもちろんアニメとも縁がなかった。学校で帝国劇場の『レ・ミゼラブル』を観に行った時も寝ていたという。皆と一緒にガンダムのプラモデルなども買っていたが、外で遊んでいるとテレビは時々しか見れないことから、話についていけなかったという。
役者になる前はやりたいことがなかったことから明治学院東村山高等学校第27期卒業後、1年ブラブラしていた。知り合いの劇団を手伝う機会があり、初めて「芝居の世界」に興味を持つようになった。役者になろうとしたきっかけは「面白そうだったから」で、「日常生活では絶対に経験できないことが芝居ではできるという点が楽しい」と言う。
芝居のことが全然わからないことから、「大学に行って勉強しよう」と思い、1993年、桐朋学園芸術短期大学の演劇科に進学し、同年の夏、『若草物語』で初めて舞台に立った。卒業公演はカエルの舞台であった。
1995年、大学卒業と同時に小劇場活動を続けて肝付兼太率いる劇団21世紀FOXに入ると同時に、芝居に携わる職業を求め、声優としてのデビューを果たした。
当時は声優は憧れではなかったが、大学の頃から意識はしていたようだった。大学卒業時に先輩から「舞台役者じゃ食べていけない」と聞いていたことから、「どうしようか」と考えていた。アルバイト先の待遇が良かったためその生活をやめたくないことから、アルバイト先から自転車で行けること、何か役者らしいことをしながら舞台をやれるものを探していた。先輩が「声優は拘束時間のわりに、いいお給料がもらえる」と言っていたため、声優をしながら舞台をできる劇団を探していたところ、劇団21世紀FOXがあり、入団することができたという。当時の肝付は声優志望の役者をよしとしなかったが、面接で伊藤が「声優をやりながら舞台をやりたい」と言ったところ、肝付から「素直でいい!」と返され、合格したという。
2001年から2009年4月まで東京俳優生活協同組合に、2009年5月から2010年までミディアルタに所属していた。2011年よりアミュレート（旧：アークレイ）所属。2016年6月1日よりマウスプロモーションの所属となった。
2003年、劇団K-Showを旗揚げし、主宰となる。『俳協 45th ANNIVERSARY』のアンケートでは「今、大切にしている物は劇団」と書いている。将来の夢は劇場を建て、アトリエ公演を行うこと。

## 特色
声種はバリトン。
役柄としては、主に熱血する主人公、クールでちょっとイジワルなキャラ、ほんわか天然ボケキャラもこなす。
デビューしたころは主に二枚目役を演じていたが、『とっとこハム太郎』のタイショーくん役を境に三枚目役への道を切り開いた。

## 人物・交友関係
愛称は「イトケン」。
趣味・特技は自転車、パーカッション。
『超者ライディーン』では鷲崎飛翔役を演じていたが、伊藤曰くアイドルとして駆け出しの鷲崎飛翔と、声優として駆け出しの伊藤は、「とても似ている」と語る。
『弱虫ペダル』では田所迅役を演じていたが、その物語を通して初めてロードバイクの世界に触れた。当初は演じるキャラのように若くもなく体力に自信もないため、アニメの中で声のみで自転車に乗った気分になっていた。作品にのめり込んでいくうちに「実際にロードバイクに乗れば芝居の質も変わるんじゃないか」と思い始めた。そして田所と同じスペシャライズドのロードバイクを購入し走り始めたところ、自転車の魅力にとりつかれてしまったという。
納車の日、新宿のショップに引き取りに行き、しばらくは近くの稽古場に置き「体を慣らそう」と思っていた。しかし実際に手にするとテンションが上がることもあり、勢いで自宅まで帰ってしまった。当初は乗り方が全然わからず、走り始めてすぐに山手通りで「全然速くないじゃん!騙された」とくじけそうになった。日々乗るにつれて乗り方がわかってくると、ロードバイクが生活の一部になっていたという。
劇団K-Showの主宰として毎日都内を忙しく移動しているが、可能な限りスタジオや稽古場まで自転車で通い、走行距離は平均で毎日50kmほど走ったという。この通勤スタイルになると、スタジオに到着する頃には体のアップができ、収録前のテストからガンガン声が出るため、気分が楽になった。プライベートでも多くの自転車仲間と出会い、友達の輪が凄く広がったという。この仕事をしていると業界の友人ばかり増えていくが、2016年時点では自転車を通して知り合った友人から、「紹介の紹介」といった形で仕事とは関係ない自転車仲間が増えている。色々な分野の仕事話を聞いたりするのは刺激にもなり、週末に皆で走りに行ったり、レースイベントに出るのが凄く新鮮で面白いという。
愛車は、『弱虫ペダル』で演じていた田所迅役と同じスペシャライズドの白いRoubaix SL4。バーエンドキャップには、田所が通っている総北高校の校章がある。
野島裕史とは同い年で昔から趣味も合うという。2016年時点では野島と1、2を争うほど自転車に夢中だという。野島が主催するロードバイクチーム「VOICYCLE」のメンバーでもある。
妻とは劇団21世紀FOX時代からの縁で、1児（息子）の父親である。

## 出演
太字はメインキャラクター。

### テレビアニメ
1995年
- 黄金勇者ゴルドラン（1995年 - 1996年、親衛隊員、シリアス親衛隊、兵士）

1996年
- 機動新世紀ガンダムX（偽ニュータイプ、メカマン）
- それいけ!アンパンマン（郵便屋）
- ガンバリスト!駿（1996年 - 1997年、小早川健一、選手B、選手1、生徒1、男子1、観客3）
- 天空のエスカフローネ（魔道士F ）
- 爆走兄弟レッツ&ゴー!!（1996年 - 1998年、バンデッツ・豊治、ブレット、アドルフ、拓也、アキラ） - 3シリーズ
- 機動戦艦ナデシコ（1996年 - 1997年、アオイ・ジュン）
- 超者ライディーン（1996年 - 1997年、鷲崎飛翔 / ライディーンイーグル）
- 勇者指令ダグオン（1996年 - 1997年、サバラス星人、男性）

1997年
- YAT安心!宇宙旅行（整備士）
- 少女革命ウテナ（男子生徒）
- ポケットモンスター（1997年 - 2001年、少年、アナウンサー、ミズキ、セイジ、ガリ、ナリオ、飛太 他）
- 金田一少年の事件簿（布施光彦）
- 超魔神英雄伝ワタル（1997年 - 1998年、聖樹）
- マッハGoGoGo（ディル）
- 烈火の炎（1997年 - 1998年、南尾）

1998年
- 星方武侠アウトロースター（テリー）
- LEGEND OF BASARA（赤の王〈少年〉、朱理〈少年時代〉）
- 時空転抄ナスカ（狩矢智）
- たこやきマントマン（アスパラガス、カボチャ、宇宙人A、大イカ）
- DTエイトロン（カイ）
- ロスト・ユニバース（その男）
- カードキャプターさくら
- 突撃!パッパラ隊（1998年 - 1999年、水島）
- どっきりドクター（1998年 - 1999年、阿部保、男子生徒、オバケ、キン、ヘルメット男）

1999年
- 小さな巨人 ミクロマン（アーサー）
- ドラえもん（テレビ朝日版第1期）（TVキャスター）
- 彼氏彼女の事情（従兄弟C）
- KAIKANフレーズ（イトウ、ダイスケ）
- デジモンアドベンチャー（ユキダルモン）
- 仙界伝 封神演義（李靖）
- GTO（1999年 - 2000年、不良、上岡、斎藤昇）
- ごぞんじ!月光仮面くん（横山綱雄）
- スーパードール★リカちゃん（ドールイサム、男）
- 地球防衛企業ダイ・ガード（赤木駿介）

2000年
- マイアミ☆ガンズ（豆腐屋）
- 銀装騎攻オーディアン（アキラ）
- 妖しのセレス（梧雄飛）
- 激動!歴史を変える男たち 〜アニメ静岡県史〜（吉田松陰、堀田正睦）
- ゾイド -ZOIDS-（トーマ）
- とっとこハム太郎（2000年 - 2012年、タイショーくん、カナちゃんのパパ） - 2シリーズ
- STRANGE DAWN（シャル）
- BRIGADOON まりんとメラン（丹膳隆、レレ）
- 週刊ストーリーランド（2000年 - 2001年、青年、ディレクターA、太郎、若者B）
- 幻想魔伝 最遊記（飛次男）

2001年
- 真・女神転生デビチル（シュラ、ヴァジェット）
- 学校の怪談（作業員たち）
- タッチ CROSS ROAD〜風のゆくえ〜（ウイル）
- ゾイド新世紀スラッシュゼロ（サンダース）
- RUN=DIM（吉岡正郎）
- 仰天人間バトシーラー（2001年 - 2002年、キャプテンファッツ / キャプテンガッツ）
- PROJECT ARMS（生徒5、研究員3）
- 探偵少年カゲマン（2001年 - 2002年、光光太郎）
- ヒカルの碁（2001年 - 2002年、加賀鉄男）
- サイボーグ009 THE CYBORG SOLDIER（少年〈0013〉）
- キャプテン翼（2001年 - 2002年、若島津健、マーガス、記者B）

2002年
- おじゃる丸（亡き者）
- シャーマンキング（ニクロム）
- デュエル・マスターズ（2002年 - 2010年、ラブ） - 4シリーズ
- 東京ミュウミュウ（江戸紫典弘）
- NARUTO -ナルト-（2002年 - 2007年、秋道チョウジ、用心棒）
- フォルツァ!ひでまる（カイザー、イノクマ）
- ロックマンエグゼ（2002年 - 2006年、シャドーマン） - 4シリーズ
- わがまま☆フェアリー ミルモでポン!（2002年 - 2005年、イチロー、平井） - 4シリーズ

2003年
- Weiß kreuz Glühen（ガイゼル）
- エアマスター（北枝金次郎）
- ギルガメッシュ（藤崎イサム）
- デジモンフロンティア（勝春）
- 鋼の錬金術師（2003年 - 2004年、バリー・ザ・チョッパー / ナンバー66）
- 冒険遊記プラスターワールド（バリー / バッドル）
- 魔獣戦線 THE APOCALYPSE（来留間慎一）
- 無限戦記ポトリス（フォークリフトポトリス）

2004年
- あたしンち（レポーター）
- アズサ、お手伝いします!（殿村匠）
- SDガンダムフォース（闇の騎士デスサイズ、炎天號）
- かいけつゾロリ（コオロー）
- GANTZ（宮藤清、千手観音）
- 光と水のダフネ（ヤン・ツーミン）
- 北へ。〜Diamond Dust Drops〜（池田）
- 今日からマ王!（2004年 - 2008年、アルフォード・マキナー） - 3シリーズ
- げんしけん（沢崎）
- 爆裂天使（学生A）
- PAPUWA（キンタロー）
- RAGNAROK THE ANIMATION（マーチャント）

2005年
- あかほり外道アワーらぶげ（ポアロ伊福部）
- 韋駄天翔（タクマ）
- うえきの法則（ギタール）
- ゾイドフューザーズ（ツルギ）
- パタリロ西遊記!（金角）
- BLOOD+（岡村昭宏）
- BLEACH（2005年 - 2012年、阿散井恋次）
- BECK（鬼形）
- 冒険王ビィト（バットン）
- MÄR-メルヘヴン-（Mr.フック）

2006年
- Ergo Proxy（ブル）
- 陰からマモル!（司会者）
- 機神咆吼デモンベイン（大十字九郎）
- 金色のコルダ（2006年 - 2009年、土浦梁太郎） - 2シリーズ
- 吟遊黙示録マイネリーベwieder（ダニエル）
- 彩雲国物語（2006年 - 2008年、浪燕青） - 2シリーズ
- Soul Link（相澤秀平）
- はぴねす!（上条信哉）
- 武装錬金（鷲尾）
- まじめにふまじめ かいけつゾロリ（山ちゃん）
- 流星のロックマン（2006年 - 2008年、ウォーロック） - 2シリーズ

2007年
- 怪物王女（ヤンキー）
- 鋼鉄三国志（太史慈子義）
- 鋼鉄神ジーグ（剣児の父 / 草薙琢磨）
- ZOMBIE-LOAN（麻生蘇鉄）
- NARUTO -ナルト- 疾風伝（2007年 - 2017年、秋道チョウジ）
- 祝!(ハピ☆ラキ)ビックリマン（天舞ホワイトイカロス、あっ晴れ天使）
- BLUE DRAGON（2007年 - 2009年、ロギ） - 2シリーズ
- 遊☆戯☆王デュエルモンスターズGX（暗黒界の狂王ブロン）

2008年
- 純情ロマンチカ（2008年 - 2015年、上條弘樹） - 3シリーズ
- D.Gray-man（アクマレベル3）
- 破天荒遊戯（飼い主）
- 無限の住人（司戸菱安）
- レンタルマギカ（兵藤）

2009年
- 怪談レストラン（アコの父親〈大空コウジ〉）
- NEEDLESS（照山最次）
- ヒピラくん（サンド）

2010年
- おおきく振りかぶって 〜夏の大会編〜（滝井朋也）
- 海月姫（すぎもっちゃん）
- 極上!!めちゃモテ委員長 セカンドコレクション（五里雷太）
- さらい屋 五葉（使用人弥一）
- GIANT KILLING（黒田一樹）
- デュラララ!! シリーズ（2010年 - 2015年、浅沼） - 2シリーズ
- 殿といっしょ シリーズ（2010年 - 2011年、真田昌幸、島津貴久） - 2シリーズ
- FORTUNE ARTERIAL 赤い約束（八幡平司）

2011年
- 青の祓魔師（白鳥零二）
- カードファイト!! ヴァンガード（2011年 - 2020年、大文字ゴウキ、ゴー、マネージャー） - 9シリーズ
- クロスファイト ビーダマン（2011年 - 2013年、ドラシアン） - 2シリーズ
- ケロロ軍曹（ヌメ方ヌメ造）
- デジモンクロスウォーズ 〜悪のデスジェネラルと七つの王国〜（ファンロンモン）
- Dororonえん魔くん メ〜ラめら（イカ妖怪）
- ぬらりひょんの孫 千年魔京（白蔵主）
- べるぜバブ（ヘカドス）
- マケン姫っ!（熱井地志雄）
- 真剣で私に恋しなさい!!（敵A、大和の父）
- メタルファイト ベイブレード 4D（キングインダス）
- ONE PIECE（2011年 - 2024年、フカボシ）

2012年
- 機動戦士ガンダムAGE（ゼル・ブラント）
- 銀魂 シリーズ（2012年 - 2018年、佐々木鉄之助） - 3シリーズ
- GON -ゴン-（メタケイ）
- 聖闘士星矢Ω（ヨハン）
- NARUTO -ナルト- SD ロック・リーの青春フルパワー忍伝（秋道チョウジ）

2013年
- イクシオン サーガ DT（使者）
- キングダム（2013年 - 2024年、桓騎） - 4シリーズ
- 弱虫ペダル（2013年 - 2023年、田所迅） - 5シリーズ

2014年
- アイカツ!（ひなきパパ）
- 金色のコルダ Blue♪Sky（八木沢雪広）
- 健全ロボ ダイミダラー（ジェイク）
- 極黒のブリュンヒルデ（柱谷小五郎）
- 東京喰種トーキョーグール（2014年 - 2018年、万丈数壱） - 3シリーズ
- ノブナガン（先輩所員）
- ベイビーステップ（2014年 - 2015年、岡田隆行） - 2シリーズ

2015年
- アブソリュート・デュオ（冥柩の咎門〈グレイヴ・ファントム〉）
- キュートランスフォーマー さらなる人気者への道（スカイワープ）
- ジョジョの奇妙な冒険 スターダストクルセイダース（ンドゥール）
- すべてがFになる THE PERFECT INSIDER（水谷主税）
- それが声優!（いちごのお父さん）
- 夜ノヤッターマン（イチロー将軍）

2016年
- くまみこ（想像彼氏）
- 坂本ですが?（店長）

2017年
- アイカツスターズ!（ピロシェンコ）
- テイルズ オブ ゼスティリア ザ クロス（グルードマン）
- 王室教師ハイネ（大男）
- 名探偵コナン（2017年 - 2022年、小久保衛、舞浜竜二、菱沼浩輔）
- BORUTO-ボルト- NARUTO NEXT GENERATIONS（2017年 - 、秋道チョウジ）
- 異世界はスマートフォンとともに。（2017年 - 2023年、山県政景） - 2シリーズ
- 将国のアルタイル（ロイス）

2018年
- 伊藤潤二『コレクション』（柳田）
- グラゼニ（寺杉） - 2シリーズ
- レイトン ミステリー探偵社 〜カトリーのナゾトキファイル〜（パステル）
- ゴールデンカムイ（2018年 - 2023年、白石由竹） - 4シリーズ
- メガロボクス（2018年 - 2021年、ニュースアナ、実況アナウンサー、オーナー） - 2シリーズ
- ルパン三世 PART5（ヒラメキ〈兄〉）
- イナズマイレブン アレスの天秤（角馬金将）
- オーバーロードIII（るし★ふぁー）
- 狐狸之声（司会者、先生、教師）

2019年
- エガオノダイカ（ジラール伯）
- スター☆トゥインクルプリキュア（クム）
- ブラッククローバー（2019年 - 2020年、ランドール・ルフトエール）
- ポチっと発明 ピカちんキット（2019年 - 2020年、バッジマン）
- GO!GO!アトム

2020年
- pet（横田）
- 波よ聞いてくれ（城華亨）
- 炎炎ノ消防隊 シリーズ（2020年 - 2025年、スコップ） - 2シリーズ
- キングスレイド 意志を継ぐものたち（2020年 - 2021年、マルドゥク）

2021年
- はたらく細胞BLACK（ヘルパーT細胞）
- パズドラ（バスローブ探偵、町の人A）
- セブンナイツ レボリューション -英雄の継承者-（スパイク）
- Fairy蘭丸〜あなたの心お助けします〜（社長）
- クレヨンしんちゃん（青年）
- 鬼滅の刃 無限列車編（鬼）

2022年
- おしりたんてい（かいとうM）
- よふかしのうた（サラリーマン）
- BLEACH 千年血戦篇（2022年 - 2024年、阿散井恋次） - 3シリーズ

2023年
- 転生貴族の異世界冒険録〜自重を知らない神々の使徒〜（セドリック）
- もののがたり（屋宇）
- ニンジャラ（ロジャー）
- 16bitセンセーション ANOTHER LAYER（六田勝〈てんちょー〉）

2024年
- 治癒魔法の間違った使い方（トング）
- SHAMAN KING FLOWERS（朧大凶）
- ドッグシグナル（加藤さん）
- 七つの大罪 黙示録の四騎士（エルギン）
- この世界は不完全すぎる（社長）
- ハイガクラ（武夷）
- るろうに剣心 -明治剣客浪漫譚- 京都動乱（2024年 - 2025年、佐渡島方治）

2025年
- Übel Blatt〜ユーベルブラット〜（ラシェブ）
- Aランクパーティを離脱した俺は、元教え子たちと迷宮深部を目指す。（ベシオ）
- 俺だけレベルアップな件 Season 2 -Arise from the Shadow-（木山）
- 完璧すぎて可愛げがないと婚約破棄された聖女は隣国に売られる（ゲオルグ・アデナウアー）
- BEYBLADE X（一心リュウ）

### 劇場アニメ
1997年
- 爆走兄弟レッツ&ゴー!!WGP 暴走ミニ四駆大追跡!（ブレット）

1998年
- がんばれゴエモン 地球救出大作戦（インパクト）
- 機動戦艦ナデシコ -The prince of darkness-（アオイ・ジュン）
- 機動戦士ガンダム 第08MS小隊 ミラーズ・リポート（連邦パイロット）

1999年
- 小さな巨人 ミクロマン 大激戦!ミクロマンVS最強戦士ゴルゴン（アーサー）
- スーパードール★リカちゃん リカちゃん絶体絶命!ドールナイツの奇跡（ドールイサム）

2001年
- クレヨンしんちゃん 嵐を呼ぶ モーレツ!オトナ帝国の逆襲（隊員）
- 劇場版 とっとこハム太郎 ハムハムランド大冒険（タイショーくん）

2002年
- 劇場版 とっとこハム太郎 ハムハムハムージャ! 幻のプリンセス（タイショーくん）

2003年
- 劇場版 とっとこハム太郎 ハムハムグランプリン オーロラ谷の奇跡 リボンちゃん危機一髪!（タイショーくん）
- もも子、かえるの歌がきこえるよ。（ゴジラ先生）

2004年
- 劇場版 とっとこハム太郎 はむはむぱらだいちゅ! ハム太郎とふしぎのオニの絵本塔（タイショーくん）
- 劇場版 NARUTO -ナルト- 木ノ葉の里の大うん動会（秋道チョウジ）
- スチームボーイ

2005年
- NAGASAKI 1945 アンゼラスの鐘（秋月辰一郎）

2006年
- 劇場版BLEACH MEMORIES OF NOBODY（阿散井恋次）

2007年
- 劇場版BLEACH The DiamondDust Rebellion もう一つの氷輪丸（阿散井恋次）

2008年
- 劇場版BLEACH Fade to Black 君の名を呼ぶ（阿散井恋次）

2009年
- 宇宙戦艦ヤマト 復活篇（上条了）
- 劇場版 NARUTO -ナルト- 疾風伝 火の意志を継ぐ者（秋道チョウジ）

2010年
- 劇場版BLEACH 地獄篇（阿散井恋次）
- ルー=ガルー

2011年
- 鬼神伝（金太）
- 劇場版 NARUTO -ナルト- ブラッド・プリズン（秋道チョウジ）

2012年
- 青の祓魔師 ―劇場版―（白鳥零二）
- ROAD TO NINJA -NARUTO THE MOVIE-（秋道チョウジ）

2014年
- 劇場版 カードファイト!! ヴァンガード ネオンメサイア（大文字ゴウキ）
- THE LAST -NARUTO THE MOVIE-（秋道チョウジ）

2015年
- 劇場版 弱虫ペダル（田所迅）

2016年
- 弱虫ペダル SPARE BIKE（田所迅）

2018年
- 映画 ドライブヘッド〜トミカハイパーレスキュー 機動救急警察〜（テラ）

2019年
- 歎異抄をひらく（明法房）

2021年
- リョーマ! The Prince of Tennis 新生劇場版テニスの王子様（ウェズリー・ヴォーン）

### OVA
1996年
- 機動戦士ガンダム 第08MS小隊（牧童、兵士A）
- 銀河英雄伝説（ローレンツ）
- 魔法使いTai!（生徒）

1997年
- 宝魔ハンターライム（医者）

1998年
- スターライトスクランブル 恋愛候補生（黒斗俊二）
- シークレットアニマ　ジュリエット（美男）

1999年
- 思春期美少女合体ロボ ジーマイン（甲児）

2000年
- KIRARA（朝井近平）
- 世にも恐ろしい日本昔話（猿三、町民B、通行人B）

2001年
- 機甲兵団J-PHOENIX PFリップス小隊（グレンリーダー）

2002年
- とっとこハム太郎 ハム太郎のおたんじょうび 〜ママをたずねて三千てちてち〜（タイショーくん）

2003年
- エイケン エイケンヴより愛をこめて（島田）
- ジャングルはいつもハレのちグゥ FINAL（ジェイク）
- とっとこハム太郎 ハムちゃんずの宝さがし大作戦 〜はむはー! すてきな海のなつやすみ〜（タイショーん）

2004年
- 機神咆吼デモンベイン（大十字九郎） ※PS2ゲーム同梱
- テイルズ オブ ファンタジア THE ANIMATION（チェスター・バークライト）
- とっとこハム太郎 ハムちゃんずと虹の国の王子さま 〜せかいでいちばんのたからもの〜（タイショーくん）
- とっとこハム太郎 ハムちゃんずのめざせ! ハムハム金メダル 〜はしれ! はしれ! だいさくせん!〜（タイショーくん）

2005年
- 春を抱いていた（漆崎一成）
- BLEACH The Sealed Sword Frenzy（阿散井恋次）

2006年
- BALDR FORCE EXE RESOLUTION（二階堂あきら）

2007年
- 異国色恋浪漫譚（近江鸞丸）
- 今日からマ王! R（アルフォード・マキナー）

2008年
- 機動戦士ガンダム MS IGLOO 2 重力戦線（ドロバ・クズワヨ曹長）
- BLEACH カラブリ！ 護廷十三屋台大作戦！（阿散井恋次）

2009年
- 聖闘士星矢 THE LOST CANVAS 冥王神話（ヒョードル）

2010年
- To LOVEる -とらぶる- OVA（ヒッタクン星人）※コミックス第18巻限定版

2012年
- 間の楔 第2期（リキ）
- 純情ロマンチカ（上條弘樹）※コミックス第16巻プレミアムアニメDVD付き限定版

2014年
- 十三支演義 〜偃月三国伝〜 外伝 幽州幻夜（公孫越）
- WILD ADAPTER（神田龍之介）

2018年
- ゴールデンカムイ（2018年 - 2020年、白石由竹） - コミックスアニメDVD同梱版

### Webアニメ
- 聖闘士星矢 黄金魂 -soul of gold-（2015年、ファフナー）
- マウスどうぶつえん（2016年 - 、ニホンザルのけんたろう）
- マウスどうぶつえん名作劇場（2020年、ニホンザルのけんたろう）
- みちるレスキュー!（2020年、レオン[125]）
- エデン（2021年、E92[126]）
- Shenmue the Animation（2022年、チャーリー）
- トミカヒーローズ ジョブレイバー 特装合体ロボ（2022年 - 2023年、キャリーブレイバー サカイ引越センター 引越トラック）
- 新ニッポンヒストリー 第77話（2022年、大谷吉継）[127]
- ケンガンアシュラ（麻薬密売人）
- 陰陽師（2023年、藤原兼家）

### ゲーム
1996年
- ドラゴンフォース（ミカヅキ）

1997年
- イバラード 〜ラピュタの孵る街〜（ノナ、男A、タカツング兵）
- ミニ四駆 爆走兄弟レッツ&ゴー!!WGP HYPER HEAT（ブレット）
- 無人島物語R（高遠昇）
- 竜機伝承PLUS（マーシュ・ギアハザード）
- 竜機伝承2（シェイド・ピエーナ、デューネ）
- ロックマンX4（エックス）

1998年
- スターライトスクランブル 恋愛候補生（黒斗俊二）
- テイルズ オブ ファンタジア（1998年 - 2010年、チェスター・バークライト〈二代目〉、デミテル、オリジン） - 4作品
- 爆走兄弟レッツ&ゴー!! エターナルウィングス（ブレット）
- ブラックマトリクス（ゼロ）

1999年
- 超磁力戦士ミクロマン ジェネレーション2000（ミクロマンアーサー）
- 愛蔵版 封神演義（太公望）
- ストリートファイターIII 3rd STRIKE -Fight for the Future-（ユン）
- ブラックマトリクス AD（ゼロ）
- ポップンタンクス!（ビットマン）

2000年
- ブラックマトリクス+（ゼロ）

2001年
- CAPCOM VS. SNK 2 MILLIONAIRE FIGHTING 2001（ユン）
- 機甲兵団 J-PHOENIX（グレンリーダー）
- スタートリングアドベンチャーズ 空想3×大冒険（ジョウ グリソム）
- トゥルーラブストーリー3（辻村隼人）
- メダロット5 すすたけ村の転校生（ヒコオ、アサヒ、ミスターカバシラ）

2002年
- アンリミテッド:サガ（マイス）
- イノセントティアーズ（加賀史郎）
- 機動新撰組 萌えよ剣（ティスリ、2代目テトラグラマトン）
- キャプテン翼〜黄金世代の挑戦〜（若島津健）
- ジョジョの奇妙な冒険 黄金の旋風（ミスタ、セックス・ピストルズ、ペリーコロ）
- スーパーロボット大戦IMPACT（アオイ・ジュン）
- ゾイドVS.（トーマ、ガルド）
- テイルズ オブ ザ ワールド なりきりダンジョン2
- テイルズ オブ ファンダム Vol.1（チェスター・バークライト）
- 東京魔人學園外法帖（火邑、ジェフ、黒蝿翁）
- バトル封神（太公望）
- ブレス オブ ファイアV ドラゴンクォーター（ボッシュ1/64、ジェズイット、エリュオン）
- 封神演義2（太公望、受王）
- メダロットG（ミスターカバシラ）

2003年
- ヴィーナス&ブレイブス〜魔女と女神と滅びの予言〜（アレフ）
- ガチャフォース（ショウ、Gレッド、ナレーション）
- 金色のコルダ（土浦梁太郎）
- NARUTO -ナルト-（秋道チョウジ）
  - 激闘忍者大戦!2
  - ナルティメットヒーロー

- ロックマンエグゼ トランスミッション（シャドーマン）
- わがまま☆フェアリー ミルモでポン! 対戦まほうだま（イチロー、平井）
- わがまま☆フェアリー ミルモでポン! ミルモの魔法学校ものがたり（イチロー）

2004年
- 宇宙戦艦ヤマト イスカンダルへの追憶（山本明）
- CAPCOM FIGHTING Jam（ユン）
- 機甲兵団 J-PHOENIX2 本編（グレンリーダー）
- 機神咆吼デモンベイン（大十字九郎）
- 決戦III（羽柴秀吉、荒木村重）
- ゾイドインフィニティ（トーマ、ガルド）
- NARUTO -ナルト-（秋道チョウジ）
  - 激闘忍者大戦! 3
  - ナルティメットヒーロー2

- 鋼の錬金術師 ドリームカーニバル（バリー・ザ・チョッパー）
- michigan（ジャン・フィリップ・ブリスコ）

2005年
- 宇宙戦艦ヤマト 暗黒星団帝国の逆襲（山本明）
- 宇宙戦艦ヤマト 二重銀河の崩壊（山本明）
- 怪盗アプリコット（綾瀬望）
- テイルズ オブ ザ ワールド なりきりダンジョン3
- NARUTO -ナルト-（秋道チョウジ）
  - うずまき忍伝
  - 激闘忍者大戦! 4
  - ナルティメットヒーロー3

- BLEACH（阿散井恋次）
  - アドバンス 紅に染まる尸魂界
  - 選ばれし魂
  - ヒート・ザ・ソウル
  - ヒート・ザ・ソウル2

- ローグギャラクシー（マゼール）

2006年
- 愛と欲望は学園で〜華麗なる夜の舞踏会〜（名神英姿）
- 【eM】-eNCHANT arM-（オウカ）
- 機神飛翔デモンベイン（大十字九郎）
- 仔羊捕獲ケーカク! スイートボーイズライフ（蓮沼清秀）
- Soul Link EXTENSION（相澤秀平）
- チャコっとゲーム研究会 〜すずめ隊長のメイドカフェ〜（アーサー）
- テイルズ オブ ザ ワールド レディアント マイソロジー（チェスター）
- NARUTO -ナルト-（秋道チョウジ）
  - 最強忍者大結集4 DS
  - ナルティメットポータブル 無幻城の巻

- 花帰葬（銀朱）
- BLEACH（阿散井恋次）
  - 放たれし野望
  - ヒート・ザ・ソウル3
  - ブレイド・バトラーズ
  - Wii 白刃きらめく輪舞曲
  - DS 蒼天に駆ける運命

- 比翼は愛薊の彼方へ 〜未了の因〜（趙魏）
- 流星のロックマン（ウォーロック）

2007年
- 金色のコルダ2（土浦梁太郎）
- 金色のコルダ2 アンコール（土浦梁太郎）
- きると 貴方と紡ぐ夢と恋のドレス（ファピアン・ドラガノフ）
- スターオーシャン1 First Departure（ドーン・マルトー）
- DEAR My SUN!!〜ムスコ★育成★狂騒曲〜（紫藤雷斗〈クール系〉）
- テイルズ オブ ファンダム Vol.2（チェスター・バークライト）
- ドラゴンシャドウスペル（ジーク・ドラックル）
- NARUTO -ナルト- 疾風伝（秋道チョウジ）
  - 激闘忍者大戦! EX2
  - ナルティメットアクセル
  - ナルティメットアクセル2

- はかれなはーと（高柳尊）
  - 誰がために君はある?
  - 君がために輝きを

- はぴねす!でらっくす（上条信哉）
- 翡翠の雫 緋色の欠片2（高千穂陸）
- 比翼は愛薊の彼方へ 〜久遠の想〜（趙魏）
- BLEACH（阿散井恋次）
  - ヒート・ザ・ソウル4
  - ブレイド・バトラーズ2nd
  - DS 2nd 黒衣ひらめく鎮魂歌

- 流星のロックマン2（ウォーロック）

2008年
- 銀のエクリプス（霜波）
- 純情ロマンチカ 〜恋のドキドキ大作戦〜（上條弘樹）
- D.C.II P.S. 〜ダ・カーポII〜 プラスシチュエーション（小日向慎）
- チョコボと魔法の絵本 魔女と少女と5人の勇者（バハムート先輩）
- 咎狗の血 True Blood（トウヤ）
- 比翼は愛薊の彼方へ 〜連理の夢〜（趙魏）
- NARUTO -ナルト- 疾風伝（秋道チョウジ）
  - 激闘忍者大戦! EX3
  - 最強忍者大結集 激突!! ナルトVSサスケ

- BLEACH（阿散井恋次）
  - The 3rd Phantom
  - ソウル・カーニバル
  - バーサス・クルセイド
  - ヒート・ザ・ソウル5

- ブレイザードライブ（ツルギ）
- 放課後は白銀の調べ（安部忠義）
- 放課後は白銀の調べ〜急急如律令〜（安部忠義）
- ラスト・エスコート2 〜深夜の甘い棘〜（竜崎直夜）
- 流星のロックマン3（ウォーロック）

2009年
- 金色のコルダ2 f（土浦梁太郎）
- 金色のコルダ2 f アンコール（土浦梁太郎）
- 真・翡翠の雫 緋色の欠片2（高千穂陸）
- スーパーロボット大戦NEO（リバリス・ムイラブ）
- テイルズ オブ ザ ワールド レディアント マイソロジー2（チェスター・バークライト）
- テイルズ オブ バーサス（チェスター・バークライト）
- デモンブライド（獅堂明日真、サタン）
- NARUTO -ナルト-（秋道チョウジ）
  - ナルティメットストーム
  - 疾風伝 ナルティメットアクセル3

- BLEACH（阿散井恋次）
  - ソウル・カーニバル2
  - ヒート・ザ・ソウル6
  - DS 4th フレイムブリンガー

- Lucian Bee's RESURRECTION SUPERNOVA（ジャガー・バッキンガム）

2010年
- イースvs.空の軌跡 オルタナティブ・サーガ（チェスター＝ストダート）
- イース -フェルガナの誓い-（チェスター＝ストダート）
- 維新恋華 龍馬外伝（吉田松陰）
- 金色のコルダ3（八木沢雪広）
- 真・翡翠の雫 緋色の欠片2 ポータブル（高千穂陸）
- スーパーストリートファイターIV ARCADE EDITION（ユン）
- テイルズ オブ ファンタジア なりきりダンジョンX（チェスター・バークライト）
- NARUTO -ナルト- 疾風伝（秋道チョウジ）
  - 激闘忍者大戦! SPECIAL
  - キズナドライブ
  - ナルティメットストーム2

- BLEACH 〜ヒート・ザ・ソウル7〜（阿散井恋次）
- Fate/EXTRA（臥藤門司）
- プロジェクトケルベルス（アギト）

2011年
- ガチンコヒーローズ（グリーバー）
- 第2次スーパーロボット大戦Z 破界篇/再世篇（赤木駿介）
- 超次元ゲイム ネプテューヌmk2（ブレイブ・ザ・ハード）
- テイルズ オブ ザ ワールド レディアント マイソロジー3（チェスター・バークライト）
- 華鬼 〜恋い初める刻 永久の印〜（貢国一）
- BEYOND THE FUTURE - FIX THE TIME ARROWS -（バーンスタイン）
- Princess Frontier Portable（アロンゾ・トリスタン）

2012年
- 圧倒的遊戯 ムゲンソウルズ（ウォルギス）
- 十三支演義 〜偃月三国伝〜（袁術）
- テイルズ オブ ザ ヒーローズ ツインブレイヴ（チェスター・バークライト）
- 十鬼の絆 〜関ヶ原奇譚〜（千歳）
- NARUTO -ナルト- 疾風伝 ナルティメットストームジェネレーション（秋道チョウジ）
- 華鬼 〜夢のつづき〜（貢国一）
- Let's Try Bass Fishing FISH ON NEXT（アキタ リュウジ）

2013年
- 碧空のグレイス（キャラクターボイス〈男〉-01）
- カードファイト!! ヴァンガード ライド トゥ ビクトリー!!（大文字ゴウキ）
- 金色のコルダ3 フルボイス Special（八木沢雪広）
- 真・三國無双7（楽進）
- 真・三國無双7 猛将伝（楽進）
- スーパーロボット大戦OGサーガ 魔装機神III PRIDE OF JUSTICE（ホルヘ・レイ・バルディビア・ロンバルディ）
- スーパーロボット大戦Operation Extend（トーマ・リヒャルト・シュバルツ）
- スーパーロボット大戦UX（大十字九郎）
- 十鬼の絆 花結綴り（風間千歳）
- NARUTO -ナルト- 疾風伝 ナルティメットストーム3（秋道チョウジ）
- ファントムブレイカー: エクストラ（ガイト）
- Fate/EXTRA CCC（臥藤門司）
- Princess Arthur（???）

2014年
- ウルトラストリートファイターIV（ユン）
- 朧村正（油田鏑太）※別売ダウンロードコンテンツ「七夜祟妖魔忍伝」に出演
- CV 〜キャスティングボイス〜（中嶋由希也）
- 金色のコルダ3 AnotherSky（八木沢雪広）
  - feat.天音学園
  - feat.至誠館
  - feat.神南

- 真・三國無双7 Empires（楽進）
- 黒雪姫〜スノウ・ブラック〜（オムニア＝キャンベル）
- 黒雪姫〜スノウ・マジック〜（オムニア＝キャンベル）
- スカイ・ロア（ネルソン）
- 第3次スーパーロボット大戦Z 時獄篇/天獄篇（赤木駿介）
- 超次次元ゲイム ネプテューヌRe;Birth2 SISTERS GENERATION（ブレイブ・ザ・ハード）
- NARUTO -ナルト- 疾風伝 ナルティメットストームレボリューション（秋道チョウジ）
- BAD MEDICINE（柳遼太）
- ボイスミーツガール 〜幸運のシンデレラ〜（柏木大悟）
- 私のホストちゃんS（零）

2015年
- ジョジョの奇妙な冒険 アイズオブヘブン（ンドゥール）
- セブンナイツ（極寒の暴君 スパイク）
- 帝国海軍恋慕情〜明治横須賀行進曲〜（徳田剛昌）
- 夢王国と眠れる100人の王子様（ヘラクレス）
- 嫁コレ（田所迅、八木沢雪広）
- 弱虫ペダル 明日への高回転（田所迅）

2016年
- 怪盗夜想曲 〜ファントムノクターン〜（ニンジャ怪盗白殺）
- 金色のコルダ4（八木沢雪広）
- グランブルーファンタジー（2016年 - 2020年、ギンタ、ゴリマッチョ、ザラストラ）
- グリムノーツ（ライオン、武蔵坊弁慶、野獣ラ・ベット、カオス・ガラハッド、シャドウ・ベット）
- NARUTO -ナルト- 疾風伝 ナルティメットストーム4（秋道チョウジ）

2017年
- かまいたちの夜 輪廻彩声（久保田俊夫）
- エンドライド -X fragments-（タイガ）
- テイルズ オブ ザ レイズ（チェスター）
- 東京放課後サモナーズ（ジン、タダトモ）
- 金色のコルダ2 ff（土浦梁太郎）

2018年
- ガールフレンド（仮）（2018年 - 2023年、悪男星、悪カメラ男）
- 銀魂乱舞（佐々木鉄之助）
- D×2 真・女神転生 リベレーション（ハヤテ）
- 真・三國無双8（楽進）
- 真紅の焔 真田忍法帳（融仙院）
- プレカトゥスの天秤（トラヴィス・エーヴァルト）
- キングスレイド（オディ）

2019年
- 金色のコルダ オクターヴ（土浦梁太郎、八木沢雪広）
- JUMP FORCE（阿散井恋次）
- 白猫プロジェクト（レオン・イグナシオ）
- スターオーシャン:アナムネシス（チェスター・バークライト、ドーン・マルトー）
- スーパーロボット大戦X-Ω（大十字九郎）
- ワールドフリッパー（ラーゼルト、コナー、ラウル）
- ヴァンガード ZERO（大文字ゴウキ）
- スターオーシャン1 First Departure R（ドーン・マルトー）

2020年
- ジョジョのピタパタポップ（ンドゥール）
- シャドウバース チャンピオンズバトル（コバヤシ）
- ドラゴンクエスト ライバルズ（ダストン）

2021年
- 金色のコルダ スターライトオーケストラ（刑部斉士）
- ドラゴンクエストX いばらの巫女と滅びの神 オンライン（城主ダストン）
- セブンナイツ2（スパイク）
- 真・三國無双8 Empires（楽進）

2022年
- ソウルハッカーズ2（恩田一郎）
- ドラゴンクエストX オフライン（ダストン）
- ユアマジェスティ（カイセツ）
- 共闘ことばRPG コトダマン（白石由竹）

2023年
- 超探偵事件簿 レインコード（イカルディ）

2024年
- アナザーコード リコレクション：2つの記憶/記憶の扉（イアン・タイラー）
- ユニコーンオーバーロード（フォドキア）
- パワフルプロ野球2024-2025（鳴海悠斗）
- 聖剣伝説 VISIONS of MANA（ゼーブル・ファー〈右〉）

2025年
- 真・三國無双 ORIGINS（楽進）
- 無双アビス（楽進）
- BLEACH Rebirth of Souls（阿散井恋次）
- プロジェクトセカイ カラフルステージ! feat. 初音ミク（大原監督）

### ラジオドラマ
- 電波少女怪人レーダちゃん（2010年6月、WEBラジオ劇場ヒーロークロスラインアワー、ラフ・J・ダイアモンド）
- 花の慶次 -雲のかなたに-（2014年、キャイ〜ンのおのれっ、この・・・傾奇者がぁ〜!!、兵部）
- 白間美瑠のサクラバシ919「ユアマジェスティ ボイスドラマ」（2022年、カイセツ、ラジオ大阪）

### 吹き替え

#### 担当俳優
アンディ・オン
- コールド・ウォー 香港警察 二つの正義（マイケル・シェック）
- 香港国際警察/NEW POLICE STORY（ティンティン・ロウ）
- ライド・オン（ダミー）

カーティス・“50セント”・ジャクソン
- エクスペンダブルズ ニューブラッド（イージー・デイ）
- ゲット・リッチ・オア・ダイ・トライン（マーカス）
- SPY/スパイ（本人役）
- セットアップ（サニー）

ケヴィン・ハート
- ジュマンジシリーズ（フランクリン・“ムース”・フィンバー）
  - ジュマンジ/ウェルカム・トゥ・ジャングル
  - ジュマンジ/ネクスト・レベル

- リベンジ・マッチ（ダンテ・スレート・Jr）

ドミニク・クーパー
- ある公爵夫人の生涯（チャールズ・グレイ）
- デビルズ・ダブル -ある影武者の物語-（ラティフ・ヤヒア、ウダイ・フセイン）
- ドラキュラZERO（メフメト2世）

#### 映画
- アイリッシュマン（サルバトーレ・"サリー・バグズ"・ブルガリオ〈ルイス・キャンセルミ〉）
- アウトサイダー（ダラス〈マット・ディロン〉）
- アナポリス 青春の誓い（マーカス・ナンス）
- アフター・アース（パイロット）
- アメリカン・アウトロー（コール・ヤンガー〈スコット・カーン〉）
- アリー/ スター誕生（ジョージ・“ヌードルス”・ストーン〈デイヴ・シャペル〉）
- アンツ・イン・ザ・パンツ!（カイ）
- アントマン（デイヴ〈ティップ・“T.I.”・ハリス〉[201]）
- アントマン&ワスプ（デイヴ〈ティップ・“T.I.”・ハリス〉[202]）
- 1941（チャック・ストレッチ・シタースキー〈トリート・ウィリアムズ〉）※BD版
- 愛しのサガジ（アン・ヒョンジュン〈キム・ジェウォン〉）
- 頭文字D THE MOVIE（岩城清次）
- ウォーク・トゥ・リメンバー（ランドン・カーター〈シェーン・ウェスト〉）
- ウォンタクの天使（ドンフン）
- 宇宙戦争[203]
- 裏切り者（レオ・ハンドラー〈マーク・ウォールバーグ〉）
- 8 Mile（ウインク〈ユージン・バード〉）
- X-MEN:ファイナル ディシジョン（キッド・オメガ〈ケン・レオン〉）※劇場公開版
- エラゴン 遺志を継ぐ者（マータグ〈ギャレット・ヘドランド〉）
- エンター・ザ・フェニックス（サム〈イーソン・チャン〉）
- オールド・ルーキー（ワック〈ジェイ・ヘルナンデス〉）
- 風のファイター（チュンベ）
- ガントレット（警官〈ビル・マッキーニー〉）※フジテレビ版
- クライム・アンド・パニッシュメント（ジミー）
- クラウド アトラス（デヴィッド・ジャーシー）
- クリムゾン・リバー2 黙示録の天使たち（レダ〈ブノワ・マジメル〉）
- ゲス・フー〜招かれざる恋人〜（サイモン〈アシュトン・カッチャー〉）
- ゴーストライダー（ブラックハート〈ウェス・ベントリー〉）
- 西遊記 孫悟空 vs 白骨夫人（沙悟浄〈ヒム・ロー〉）
  - 西遊記 女人国の戦い
- サウンド・オブ・サンダー（マーカス・ペイン〈デヴィッド・オイェロウォ〉）
- ザ・ハリケーン（レズラ・マーティン〈ヴィセラス・レオン・シャノン〉）
- サプライズ（フィリックス〈ニコラス・トゥッチ〉）
- ザ・ブルー（マイク〈ジェームズ・マカヴォイ〉）
- THE MYTH/神話（シュウクイ）
- 散打王（ロン〈ザァオ・ジィーロン〉）
- 地獄の戦艦（ダン・マイヤー少尉〈ロバート・ショーン・レナード〉）
- 地獄の変異（タイラー〈エディ・シブリアン〉）
- シモーヌ（ハル〈ジェイ・モーア〉）
- ジャスティス（カール・S・ウェッブ軍曹〈ロリー・コクレーン〉）
- ジャンパー（グリフィン・オコナー〈ジェイミー・ベル〉）※ソフト版
- 自由な女神たち（ジギー）
- シルミド（ウォンサン〈オム・テウン〉）※ソフト版
- 少林寺（了空〈劉懐良〉）※DVD版
- スガラムルディの魔女（アントニオ〈マリオ・カサス〉）
- 好きと言えるまでの恋愛猶予（マルク）
- スクービー・ドゥー（魔術師）
- スコーピオン（ガス〈デヴィッド・アークエット〉）
- ストレイト・アウタ・コンプトン（ドクター・ドレー〈コーリー・ホーキンズ〉）
- SPY/スパイ（ヴェールカ・セルヂューチュカ、ティモシー・クレス〈ウィル・ユン・リー〉）
- スパイダー パニック!（ハーラン〈ダグ・E・ダグ〉）※ソフト版
- スピードウェイ・ジャンキー（スティーブン〈ジョナサン・テイラー・トーマス〉）
- セブンソード（辛龍子）
- ターミネーター2018（ダンテ〈ウィリアム・ミラー〉）
- ターミネーター3（スコット・ピーターソン〈マーク・ファミリエッティ〉）※日本テレビ版
- タイタンズを忘れない（ゲリー・バーティア〈ライアン・ハースト〉）
- 抱きたいカンケイ（ウォレス〈クリス・“リュダクリス”・ブリッジス〉）
- 奪還 DAKKAN -アルカトラズ-（ニック〈ジャ・ルール〉）
- ダンス・レボリューション
- 小さな恋のステップ（泥棒）
- ツォツィ（ツォツィ〈プレスリー・チュエニヤハエ〉）
- デス・リベンジ（タリッシュ〈ブライアン・ホワイト〉）
- DENGEKI 電撃（ジョージ・クラーク〈イザイア・ワシントン〉）※DVD・ビデオ版
- 東京攻略（ユン〈イーキン・チェン〉）
- ドッジボール（ジャスティン〈ジャスティン・ロング〉）
- Dot the i ドット・ジ・アイ（トム〈トム・ハーディ〉）
- ドミノ（リバー〈ダイオ・オケニイ〉[204]）
- ドム・ヘミングウェイ
- ドラゴン・スクワッド（ホー〈ジャネス・ウー〉）※DVD版
- ドン・ボスコ（ブルーノ）
- 7つの贈り物（ベンの弟〈マイケル・イーリー〉）
- ハード・キャンディ（デーン・サンダース〈イーサン・エリクソン〉）
- バイオハザード: ザ・ファイナル（クリスチャン〈ウィリアム・レヴィ〉）※劇場公開版[205]
- バック・トゥ・ザ・フューチャー（マービン〈ハリー・ウォーターズ・Jr〉[206]）※日本テレビ版
- ビートルジュース ビートルジュース（ドン[207]）
- ビジター（ジャン＝ピエール、ジボン署長）
- 秘密のミラクル・マジシャン（ハンター）
- ヒロイック・デュオ 英雄捜査線（ヤン）
- ビロウ（オデル少尉〈マシュー・デイビス〉）※DVD・ビデオ版
- ファイナル・デスティネーション（カーター・ホートン〈カー・スミス〉）※テレビ朝日版
- フットルース（チャック・クランストン〈ジム・ヤングス〉）※DVD版
- プテラノドン（ウィリス）
- プライド 栄光への絆（ドン・ビリングスレー〈ギャレット・ヘドランド〉）
- フライボーイズ（ユージン・スキナー）
- ヘアスプレー（シーウィード・スタッブス〈イライジャ・ケリー〉）
- ベッドの下はふしぎの国（ラリー・フーディーニ〈エリック・“タイ”・ホッジス二世〉）
- ボーン・アイデンティティー（リサーチ#1〈ウォルトン・ゴギンズ〉）※ソフト版
- ホワイトトラッシュ その日暮らし（マイキー）
- ホワイトハウスの陰謀（カイル・ニール〈テイト・ドノヴァン〉）※テレビ朝日版
- マシュー・マコノヒー マーシャルの奇跡（ネイト・ラフィン〈アンソニー・マッキー〉）
- マガディーラ 勇者転生（ラナデーヴ / ラグヴィール〈デヴ・ギル〉[208]）
- マレフィセント2（パーシヴァル〈デヴィッド・ジャーシー〉[209]）
- マン・ダウン 戦士の約束（ミラー軍曹〈トリー・キトルズ〉）
- ミュータント・タートルズシリーズ（レオナルド[210]）
  - ミュータント・タートルズ
  - ミュータント・ニンジャ・タートルズ:影〈シャドウズ〉
- メカバース：少年とロボット（ジン[211]）
- MEG ザ・モンスター（ジャック・モリス〈レイン・ウィルソン〉[212]）
- 誘拐犯（ジェファーズ〈テイ・ディグス〉）
- ラスト・プレゼント（ヤン・チョルス）
- ラベンダー（チャウチャウ〈イーソン・チャン〉）
- リアル刑事ごっこ in LA（モッシ〈ジェームズ・ダーシー〉）
- 理想の彼氏（ヤエル）
- レディ・キラーズ（ウィーマック・ファンジーズ）
- ロール・バウンス（ジュニア〈ブランドン・T・ジャクソン〉）

#### ドラマ
- ARROW/アロー（トミー・マーリン〈コリン・ドネル〉）
- 倚天屠龍記（張無忌〈ダン・チャオ〉）
- ウェイワード・パインズ 出口のない街（アーノルド・ポープ〈テレンス・ハワード〉）
- NCIS 〜ネイビー犯罪捜査班 シーズン3 #3（カイル・ブーン）
- エレメンタリー ホームズ&ワトソン in NY
  - シーズン1 #1（ハビエル・アブレウ〈マニー・ペレス〉）
  - シーズン5 （シンウェル・ジョンソン〈ネルサン・エリス〉）
- キリング・カインド 〜危険な関係〜（マーク〈エリオット・バーンズ＝ウォーレル〉[213]）
- コールドケース 迷宮事件簿
  - シーズン1 #4（ライアン・ベイズ）
  - シーズン3 #16（ジャスティーン）
  - シーズン5 #10（マイク・ディレイニー）
- THE TUDORS〜背徳の王冠〜（チャールズ・ブランドン〈ヘンリー・カヴィル〉）
- サマンサ Who? シーズン2 #4, #6, #8, #10, #12（セス〈スティーブン・ラナジッシ〉）
- CSI:ニューヨーク8 #16
- スターゲイト SG-1 シーズン7 #16（デレク）
- CHASE/逃亡者を追え! #9（ジャクソン）
- TRUE DETECTIVE/ロサンゼルス（ポール・ウッドルー〈テイラー・キッチュ〉）
- トゥルーブラッド（ラファイエット・レイノルズ〈ネルサン・エリス〉）
- ノーベル〜戦火の陰謀〜（アーリン・リーセル〈アクセル・ヘニー〉）
- パワーレンジャー・S.P.D.（ダイノサンダーブラックレンジャー）
- プッシング・デイジー 〜恋するパイメーカー〜
  - シーズン2 #19（マグナス）
  - シーズン2 #22（シド・タンゴ）
- フラーハウス（フェルナンド・ヘルナンデス・ゲレロ・フェルナンデス・ゲレロ）
- ブラインドスポット タトゥーの女（リッチ・ドットコム〈エニス・エスマー〉）※WOWOW版
- ブルックリン・ナイン-ナイン（チャールズ・ボイル）
- ミディアム6 霊能者アリソン・デュボア #4, #8, #9, #11, #16（ブライアン）

#### アニメ
- ザ・ペンギンズ from マダガスカル（パーカー）
- 新 ルーニー・テューンズ（ギャビー・ゴート）
- チキン・リトル（ターキー・ラーキー）
- トランスフォーマー アドベンチャー（マロドール）
- トランスフォーマー アニメイテッド（ラグナッツ[214]）
- ナッツジョブ 〜サーリー&バディのピーナッツ大作戦!〜（グレイソン[215]）
- マイリトルポニー〜トモダチは魔法〜（ローバー）
- マウス・タウン ロディとリタの大冒険（フットボールの実況）
- ミュータント・タートルズ（ラファエロ[216]）
- メアリーと秘密の王国（マブ）
- モンキーマジック（狗提）
- ロボット・チキン（アクバー提督、ドクター・エヴァザン、大統領）

### 特撮
2002年
- 忍風戦隊ハリケンジャー（モグドラゴの声）

2005年
- 超星艦隊セイザーX（火将軍ブレアードの声）
- 劇場版 超星艦隊セイザーX 戦え!星の戦士たち（火将軍ブレアードの声）

2008年
- 炎神戦隊ゴーオンジャー（マンホールバンキの声）

2017年
- 宇宙戦隊キュウレンジャー（トゥーミーの声）

2018年
- 平成仮面ライダー20作記念 仮面ライダー平成ジェネレーションズ FOREVER（アナザーWの声）

2021年
- 機界戦隊ゼンカイジャー（トウメイワルドの声、骨格標本の声）

### 実写
- オトメイトパーティー♪ in メルパルクホール Live DVD
- 金色のコルダ〜primavera〜（バラエティDVD）
- 金色のコルダ〜primavera 2〜（バラエティDVD）
- 金色のコルダ〜primavera 3〜 grand finale（バラエティDVD）
- 金色のコルダ〜primo passo〜 ステラ・コンサート アンコール
- 劇団K-Show 7th.PRODUCE 演劇DVD 「かかしのうた」
- 劇団K-Show 8th.PRODUCE 演劇DVD 「今日の終電 明日の始発」
- 劇団K-Show 10th.PRODUCE 演劇DVD 「神様のゆううつ〜信仰心進行中〜」
- 集え! 呉下の駿馬たち〜熱き風のもとへ〜 ※鋼鉄三国志 ベストアルバム 「GO FORWARD」 付属DVD
- 声優バラエティー岩永哲哉とジェーニャの情熱教室（第7回ゲスト）
- テイルズ オブ フェスティバル 2008 + ビバ☆テイルズ オブ
- DEAR My MOM!!〜ホップ★ステップ★ライブ!〜
- ネオロマンス♥アラモード
- ネオロマンス♥アラモード2 - 4
- ネオロマンス♥フェスタ6 in 大阪
- ネオロマンス♥フェスタ7 - 11
- ネオロマンス♥フェスタ 金色のコルダ〜primo passo〜 星奏学院祭
- ネオロマンス♥フェスタ 金色のコルダ 星奏学院祭2
- ネオロマンス♥フェスタ 金色のコルダ 星奏学院祭3
- ネオロマンス♥ライヴ 2006 Autumn
- ネオロマンス♥ライヴ 2007 Summer
- ネオロマンス♥ライヴ 2008 Summer
- ネオロマンス♥ライヴ 2009 Summer
- ネオロマンス 15thアニバーサリー
- ネオロマンス スターライト♥クリスマス
- ネオロマンス スターライト♥クリスマス2010
- 俳協 45th ANNIVERSARY 「Party Live!」（劇場作品 「RETURN」）
- 花の声優界! スター☆ボウリング 天下分け目の春の陣! 富士山が境目です SP
- BLEACH SOUL SONIC 2005 夏
- BLEACH SOUL SONIC 2006 夏祭

### 舞台
- 劇団21世紀FOX 1995年 - 2001年
- 劇団K-Show 2003年 -

客演
- 演劇部隊チャッターギャング

「闇中の夜想曲 ノクターン・イン・ザ・ダーク」（2002年9月）
「鬧熱の狂詩曲（どうねつのらぷそでぃ）」（2003年7月）
- 劇団すごろく

「恋する?ハッスル??***する!?」（2004年10月）
- 劇団21世紀FOX

「音楽劇 ステーション・ケンジ -21FOX バージョン-」（2008年12月）
- *pnish*

「ウエスタンモード」（2010年10月）
- 劇団ヘロヘロQカムパニー

「冒険秘録 菊花大作戦」（2019年9月 - 10月）
- 東京音協（一部MAパブリッシングと共同）

「朗読と能で描く陰陽師と鬼の世界『幽玄朗読舞・KANAWA』」（2021年9月）
「朗読で描くミステリー「アルセーヌ・ルパン〜ああ、哀しき怪盗紳士〜」（2021年10月）

### ラジオ
- ZMAP＝ZMAP（文化放送）
- オー!NARUTOニッポン（2004年6月・2006年9月マンスリーパーソナリティー）
  - NARUTO Radio 疾風迅雷（2009年2月マンスリーパーソナリティー）
- BLEACH “B” STATION（2005年5月・2006年10月マンスリーパーソナリティー）
- 純情トライアングル〜いざ、純情に勝負!!〜（アニメイトTV）
- 立ち上がれ!僕らのヴァンガード公開録音（2012年5月5日、大ヴァンガ祭にてゲスト主演。この公開録音はラジオ大阪にて同年5月12日で放送された。）

### デジタルコミック
- VOMIC まつりスペシャル（重松荒太）
- ブラックジャックによろしく（2014年、白鳥貴久）
- アイアンファミリア（2024年、マジマ[222]）

### ナレーション
- エキスポTV

### CM
- 純情ロマンチカ Webラジオ DJCD 「純情トライアングル〜いざ、純情に勝負!!〜」（TVCM・2008年）
- NEWS 「Happy Birthday」（TVCM・2008年）

### 同人ゲーム
- ハヴァナクシア（2021年、シュディック）

### その他
- 携帯コンテンツ
  - 禁断☆放課後の恋人2〜先生と、ふたりきり〜（不動幸太郎）
  - 12人の優しい殺し屋（宗像健一）
  - Vinsent 〜津波倉カヅキからキミへ〜（スマートフォンアプリ）（津波倉カヅキ）
- オーディオドラマ『グランブルーファンタジー OTOCA「氷晶宮でミックスパイを」』（2017年、ギンタ[167]）